# Ulf Gyllenhak
Ulf Gyllenhak, född 29 november 1958 i Göteborg, är en svensk litteraturkritiker, författare och översättare. 
Gyllenhak debuterade 18 år gammal med diktsamlingen Ännu en utslagen tand i ditt leende. Han har därefter utgivit fem romaner och tre ungdomsböcker. 
Gyllenhak har bland annat översatt Den svarta dahlian av James Ellroy, Under klockans öga av Christopher Nolan, Demaskering av Yukio Mishima, Pojken som inte fanns av Dave Pelzer, Innan jag glömmer av André Brink, samt böcker av bland andra Dennis Lehane, Cormac McCarthy, Reginald Hill, Simon Sebag Montefiore, Charles Fourier, Gitta Sereny och David Foster Wallace.

## Priser och utmärkelser
- 1985 – Aftonbladets litteraturpris
- 2010 – Svenska Deckarakademins pris för "Berömvärda översättningsgärningar"